# Carl Kellner

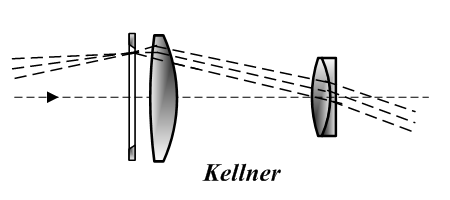
Lenti dell'oculare di Kellner

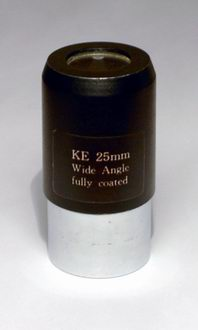
Moderno oculare Kellner

Carl Kellner (Hirzenhain, 26 marzo 1826 – Wetzlar, 13 maggio 1855) è stato un ottico tedesco, fondò nel 1849 a Wetzlar l'Istituto Ottico, che nel 1869 divenne la Leitz di Ernst Leitz (1843–1920). È conosciuto per l'invenzione di un particolare tipo di oculare per microscopi e per telescopi.

## Biografia
Kellner, meccanico e matematico autodidatta, nel 1849 pubblicò l'invenzione del „Das orthoskopische Ocular“ combinazione di lenti. Oggi tale combinazione porta il suo nome, oculare di Kellner, composto da tre lenti. Le lenti di campo sono biconvesse. La combinazione sono un sistema ottico acromatico. L'oculare permetteva all'epoca una visione ortoscopica dell'immagine, cosa che all'epoca non permetteva il microscopio. Kellner morì il 13 maggio 1855, lasciando la sua attività alla moglie.
Gli oculari di Kellner sono ampiamente usati in ambito astronomico hobbistico dato il loro basso costo.

## Onorificenze
Viene conferito il Karl-Kellner-Ring a Wetzlar. Anche la scuola Braunfelser Gesamtschule porta il suo nome.